# Corning (Iowa)
Corning è una città degli Stati Uniti d'America, situata nello Stato dell'Iowa, nella contea di Adams, della quale è il capoluogo.